# Oedothorax paludigena
Oedothorax paludigena là một loài nhện trong họ Linyphiidae.
Loài này thuộc chi Oedothorax. Oedothorax paludigena được Eugène Simon miêu tả năm 1926.